# بيتي كثبرت
بيتي كثبرت (Betty Cuthbert) هي لاعبة أولمبية لرياضة ألعاب القوى من أستراليا. شاركت في الأولمبياد الصيفي في 1956–1964، وفازت بما مجموعه 4 ميداليات.

## الميداليات
| ذهب | فضة | برونز | المجموع |
| 4   | 0   | 0     | 4       |